# Ta Som
Pour les articles homonymes, voir Som.
Le Ta Som (ប្រាសាទតាសោម, l'ancêtre Som) est un temple bouddhiste sur le site d'Angkor au Cambodge.
Situé à l'extrémité Est du baray nord-oriental (Jayatatāka), au nord du baray oriental, cet ensemble de dimension modeste a été érigé par Jayavarman VII vers la fin du XIIe siècle.

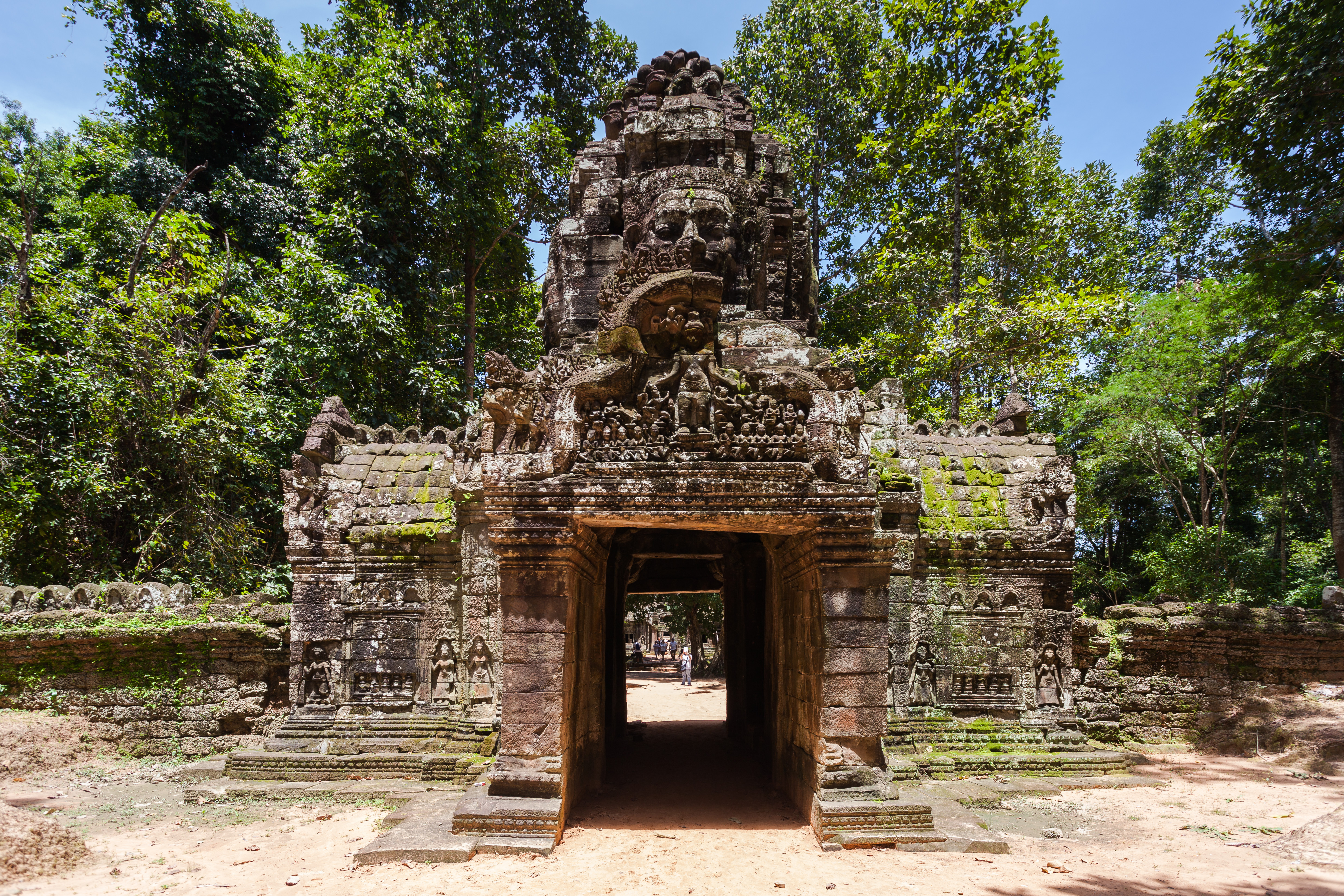

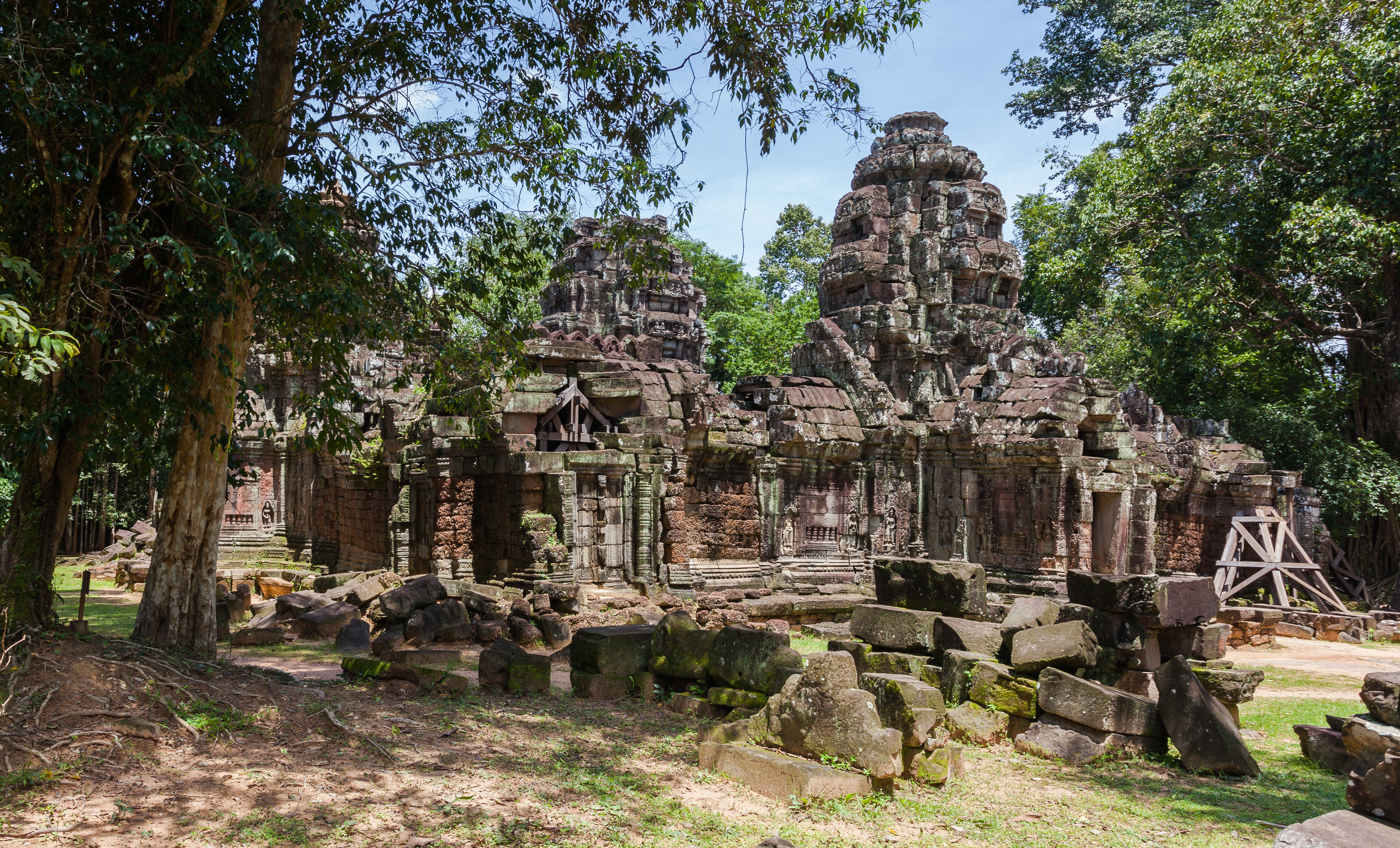
Ruines du temple

Construit dans le style du Bayon, il comprend deux enceintes entourant le temple lui-même :
- L'enceinte extérieure, simple mur en latérite, est dotée uniquement de deux gopura est et ouest surmontées de tours à quatre visages. Au Nord et au Sud se trouvent deux fausses portes simplement décorées. Ce mur délimite un espace rectangulaire d'environ 200 m sur  240 m, dans lequel seuls subsistent deux bassins, de part et d'autre de l'allée Est.

- L'enceinte intérieure, précédée d'une douve et à laquelle on accède par deux terrasses cruciformes ornées de nāgas, est une galerie en latérite et grès.

Le temple lui-même possède une enceinte de  20 m par  30 m entourant la tour-sanctuaire centrale, un prasat de plan cruciforme à faux étages, et deux petites « bibliothèques » à l'Est.